# Campeonato Europeo de Lucha de 2001
El LIII Campeonato Europeo de Lucha se celebró en dos sedes distintas. Las competiciones de lucha grecorromana en Estambul (Turquía) entre el 11 y el 12 de mayo y las de lucha libre masculina y femenina en Budapest (Hungría) entre el 19 y el 22 de abril de 2001. Fue organizado por la Federación Internacional de Luchas Asociadas (FILA) y las correspondientes federaciones nacionales de los países sedes respectivos.

## Resultados

### Lucha grecorromana masculina
| Evento | Oro                            | Plata                     | Bronce                         |
| ------ | ------------------------------ | ------------------------- | ------------------------------ |
| 54 kg  | Boris Radkevich · Bielorrusia  | Ercan Yıldız Turquía      | Dariusz Jabłoński · Polonia    |
| 58 kg  | Petr Švehla · República Checa  | Irakli Chochua Georgia    | Marian Sandu · Rumania         |
| 63 kg  | Şeref Eroğlu Turquía           | Temur Tejumov · Rusia     | Włodzimierz Zawadzki · Polonia |
| 69 kg  | Alexandr Dokturishvili Georgia | Mijail Ivanchenko · Rusia | Movses Karapetian Armenia      |
| 76 kg  | Alexei Mishin · Rusia          | Ara Abrahamian · Suecia   | Nazmi Avluca Turquía           |
| 85 kg  | Hamza Yerlikaya Turquía        | Marcin Letki · Polonia    | Olexandr Darahan · Ucrania     |
| 97 kg  | Alexandr Bezruchkin · Rusia    | Ali Molov Bulgaria        | Petru Sudureac · Rumania       |
| 130 kg | Mihály Deák-Bárdos · Hungría   | Fatih Bakır Turquía       | Serguei Mureiko Bulgaria       |

### Lucha libre masculina
| Evento | Oro                       | Plata                         | Bronce                            |
| ------ | ------------------------- | ----------------------------- | --------------------------------- |
| 54 kg  | Ghenadie Tulbea Moldavia  | Amiran Kardanov · Grecia      | Armen Mkrtchian Armenia           |
| 58 kg  | Zsolt Bánkuti · Hungría   | Vasyl Fedoryshyn · Ucrania    | Aliaxandr Karnitski · Bielorrusia |
| 63 kg  | Serafim Barzakov Bulgaria | Soslan Tomayev · Rusia        | Otar Tushishvili Georgia          |
| 69 kg  | Ahmet Gülhan Turquía      | Irbek Farniyev · Rusia        | Nikolai Paslar Bulgaria           |
| 76 kg  | Buvaisar Saitiyev · Rusia | Miroslav Gochev Bulgaria      | Árpád Ritter · Hungría            |
| 85 kg  | Sazhid Sazhidov · Rusia   | Davyd Bichinashvili · Ucrania | Beibulat Musayev · Bielorrusia    |
| 97 kg  | Eldar Kurtanidze Georgia  | Gueorgui Gogshelidze · Rusia  | Aliaxandr Shamarau · Bielorrusia  |
| 130 kg | David Musulbes · Rusia    | Alexi Modebadze Georgia       | Sven Thiele · Alemania            |

### Lucha libre femenina
| Evento | Oro                                | Plata                       | Bronce                         |
| ------ | ---------------------------------- | --------------------------- | ------------------------------ |
| 46 kg  | Inga Karamchakova · Rusia          | Iryna Melnyk · Ucrania      | Kamelia Tsekova Bulgaria       |
| 51 kg  | Sofía Pumpuridu · Grecia           | Natalia Gushina · Rusia     | Alena Kareicha · Bielorrusia   |
| 56 kg  | Tetiana Lazareva · Ucrania         | Ida-Theres Nerell · Suecia  | Konstantina Tsibanaku · Grecia |
| 62 kg  | Małgorzata Bassa-Roguska · Polonia | Natalia Ivanova · Rusia     | Lene Aanes · Noruega           |
| 68 kg  | Natalia Gavrilova · Rusia          | Lise Legrand Francia        | Anita Schätzle · Alemania      |
| 75 kg  | Edyta Witkowska · Polonia          | Svetlana Martinenko · Rusia | Nina Englich · Alemania        |

## Medallero
| Núm. | País            | Oro | Plata | Bronce | Total |
| ---- | --------------- | --- | ----- | ------ | ----- |
| 1    | Rusia           | 7   | 8     | 0      | 15    |
| 2    | Turquía         | 3   | 2     | 1      | 6     |
| 3    | Georgia         | 2   | 2     | 1      | 5     |
| 4    | Polonia         | 2   | 1     | 2      | 5     |
| 5    | Hungría         | 2   | 0     | 1      | 3     |
| 6    | Ucrania         | 1   | 3     | 1      | 5     |
| 7    | Bulgaria        | 1   | 2     | 3      | 6     |
| 8    | Grecia          | 1   | 1     | 1      | 3     |
| 9    | Bielorrusia     | 1   | 0     | 4      | 5     |
| 10   | Moldavia        | 1   | 0     | 0      | 1     |
| 10   | República Checa | 1   | 0     | 0      | 1     |
| 12   | Suecia          | 0   | 2     | 0      | 2     |
| 13   | Francia         | 0   | 1     | 0      | 1     |
| 14   | Alemania        | 0   | 0     | 3      | 3     |
| 15   | Armenia         | 0   | 0     | 2      | 2     |
| 15   | Rumania         | 0   | 0     | 2      | 2     |
| 17   | Noruega         | 0   | 0     | 1      | 1     |
|      | TOTAL           | 22  | 22    | 22     | 66    |